# Magyar UE Budapesta
Magyar Úszó Egylet sau Magyar UE Budapesta a fost un Club de fotbal din Budapesta fondat în anul 1893.
Magyar UE Budapesta a participat în cea mai importantă competiție fotbalistică a Austro-Ungariei - Cupa Challenge și în Prima Ligă Maghiară.

## Denumiri
- 1893 – 1930 Magyar Úszó Egylet
- 1930 – 1945 Magyar Úszó Egyesület
- 1945 – 1948 Magyar Munkás Úszó Egyesület

## Palmares
- Vice-Campioană Soproni Liga 1901
- Semifinale Cupa Challenge 1904-1905